# Minao Shibata

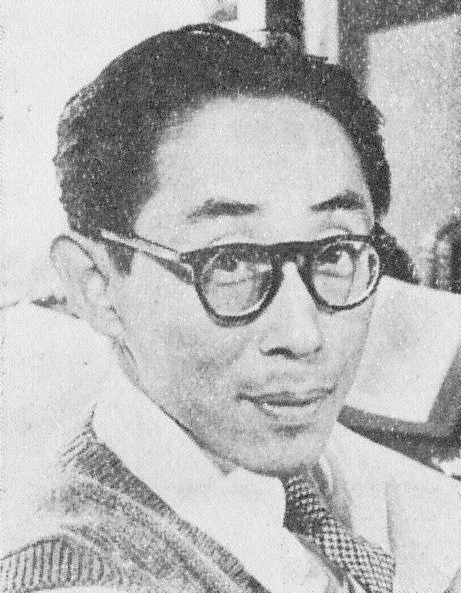
Minao Shibata

Minao Shibata (jap. 柴田 南雄, Shibata Minao; * 29. September 1916 in Tokio; † 2. Februar 1996 ebenda) war ein japanischer Komponist und Musikwissenschaftler.
Shibata studierte Botanik und nahm privaten Musikunterricht bei Saburo Moroi. Von 1939 bis 1941 war er Cellist des Tokio String Orchestra (東京弦楽団, Tōkyō Gengakudan). Von 1948 bis 1955 unterrichtete er an der Universität Tokio, von 1952 bis 1959 an der Ochanimizu Frauenuniversität, und von 1959 bis 1969 war er Professor für Musikwissenschaft an der Hochschule für bildende Kunst und Musik (Tokyo Geijutsu Daigaku) in Tokio, danach lebte er als freischaffender Komponist. Neben Orchester- und Vokalwerken komponierte er auch Stücke für elektronische Instrumente.

## Auszeichnungen
- 1974 Otaka-Preis für Consort of Orchestra
- 1982 Verdienstorden am purpurnen Band
- 1992 Ehrung als Person mit besonderen kulturellen Verdiensten

## Werke
- 1943 Variation für Klavier, Op. 1
- 1943 Klaviersonate, Op. 2
- 1943 Streichquartett Nr. 1, Op. 3
- 1947 Streichquartett Nr. 2, Op. 5
- 1947 Suite für Violine und Klavier, Op. 10
- 1951 Magnificat and Nunc Dimittis für Chor und Orgel, Op. 16a
- 1956 Musik für Kammerorchester, Op. 19
- 1957 Improvisation I für Klavier, Op. 20
- 1958 3 Poems after Katsue Kitazono für Sopran und Orchester, Op. 21
- 1959 Hans im Glück für Sprecher, Männerchor und Kammerorchester
- 1960 Sinfonia für Orchester, Op. 25
- 1963 Poem Recited in the Night für Sopran und Kammerensemble, Op. 28
- 1965 Essay for 6 Brasses, Op. 29
- 1968 Improvisation II für Klavier, Op. 31
- 1968 Improvisation für elektronische Musik, Op. 32
- 1969 3 Canons für Klavier, Op. 33
- 1969 Imagery für Marimba, Op. 34
- 1973 Consort of Orchestra für Orchester, Op. 40
- 1973 Oiwakebushi-kō für Chor und Shakuhachi, Op. 41
- 1977 Yugaku für Orchester, Op. 54
- 1977 Vinaya für Orgel, Op. 55
- 1977 Candelabra für Gitarre, Op. 56
- 1978 Phaedrus für Mannerstimme und Blockflöte, Op. 58
- 1979 Diafonia für Orchester, Op. 62
- 1981 The Story of MIMINASHI-HŌICHI für Mannerstimme, Koto, Gitarre und Klavier, Op. 66
- 1981 Generation für 2 Klaviere, Op. 68
- 1983 Diferencias für Stimme und Orgel, Op. 76
- 1984 Metafonia für Orchester, Op. 81
- 1984 Sumposion für 17-gen und Perkussion, Op. 82
- 1987 Etude for Gamelan für Gamelanorchester, Op. 92
- 1989 Antifonia für Orchester, Op. 100